# 更別インターチェンジ
更別インターチェンジ（さらべつインターチェンジ）は、北海道河西郡更別村にある帯広広尾自動車道のインターチェンジ。

## 歴史
- 2013年（平成25年）3月17日 : 中札内IC - 更別IC間（中札内大樹道路）が開通[1][2]。
- 2015年（平成27年）3月15日 : 更別IC - 忠類大樹IC間（中札内大樹道路）が開通[3]。

## 周辺
- 更別村役場
- 北海道更別農業高等学校
- 更別村ふるさと館
- どんぐり公園

## 接続する道路
- 直接接続
  - 北海道道716号駒畠更別線

- 間接接続
  - 北海道道470号更別停車場線
  - 北海道道472号更南更別停車場線
  - 国道236号

## 隣
E60 帯広広尾自動車道（中札内大樹道路）
(4) 中札内IC - (5) 更別IC - (6) 忠類IC